# Visvaldis Lācis

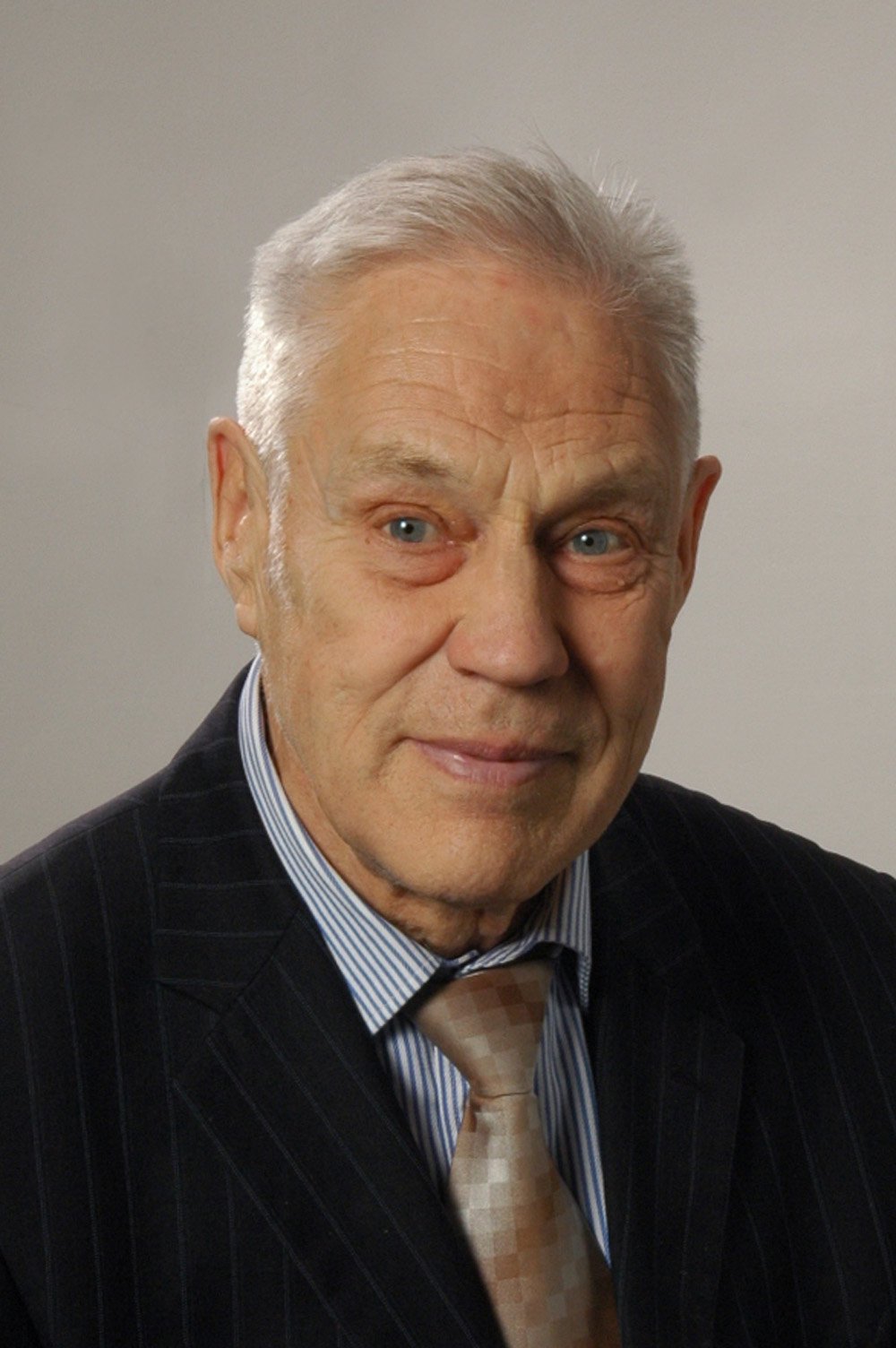
Visvaldis Lācis

Visvaldis Lācis (* 12. März 1924 in Valmiera; † 18. April 2020) war ein lettischer Publizist und Politiker. Er gehörte zu den Anführern der lettischen Unabhängigkeitsbewegung und betätigte sich in hohem Alter von 2006 bis 2011 als Parlamentsabgeordneter.

## Leben
Visvaldis Lācis war der Sohn eines Offiziers der Armee Lettlands. Er besuchte ein humanistisches Gymnasium in Riga. 1943 wurde er zur lettischen Legion eingezogen und als Zugführer in der 19. lettischen SS-Division zweimal verwundet. Nach Krieg und Filtrationshaft konnte er in sein Geburtsland zurückkehren. 
Mehrfache Versuche ein Studium zu absolvieren, verliefen nicht erfolgreich, da Lācis aufgrund seiner Herkunft und Biografie die Prüfungsgenehmigungen entzogen wurden. Nach eigenen Aussagen wurde er von der Lettischen Akademie für Landwirtschaft relegiert, nachdem er in einer Komsomol-Veranstaltung seine Ansichten über die Schwächen der Kolchoswirtschaft und das unfreie Wahlsystem dargelegt hatte. Erst 1965 im Alter von 41 Jahren erhielt er im Rahmen eines Fernstudiums am Moskauer Staatlichen Institut für Pädagogik den Hochschulabschluss als Linguistiker.
Mit der beginnenden Unabhängigkeitsbewegung betätigte sich Lācis dann politisch: Er gehörte zu den ersten Teilnehmern der Lettischen Volksfront und war von 1991 bis 1992 Vorsitzender der Partei LNNK. Nach dem Ausstieg aus der Politik betätigte er sich als freier Journalist und Publizist. Er war Verfasser mehrerer Bücher, unter anderem einer Geschichte Lettlands seit dem Großen Nordischen Krieg und einem sechsbändigen Werk über den Zweiten Weltkrieg. Diese Publikationen gehörten damals zu den ersten erhältlichen lettischsprachigen Geschichtswerken aus nicht-sowjet-ideologischer Perspektive.
Lācis war zeitweise Vorsitzender der Daugavas Vanagi, der Veteranenvereinigung der ehemaligen lettischen Waffen-SS- und Wehrmacht-Angehörigen. 2001 war er an der Gründung der nationalkonservativen Jugendorganisation Visu Latvijai! beteiligt.
Mit 82 Jahren trat er für die Grüne Partei Lettlands zur Parlamentswahl in Lettland 2006 an und wurde in die Saeima gewählt. Er trat jedoch ein Jahr später aus Fraktion und Partei aus. Bei den folgenden Parlamentswahl 2010 kandidierte er für die Nationale Vereinigung, aus deren Fraktion und Partei er wiederum austrat. Zu den Gründen befragt, erklärte er in einem Interview: Da er als einziger Abgeordneter vor den Wahlen keinerlei Wahlkampf oder Wahlversprechungen gemacht habe, müsse er für seinen Parteiaustritt niemandem Erklärungen abgeben.

## Familie
Visvaldis Lācis war verheiratet, hatte drei Kinder und mehrere Enkelkinder. Er lebte bei Vestiena im Kreis Madona.

## Auszeichnungen
1995 verlieh der Präsident der Republik Lettland Visvaldis Lācis den Drei-Sterne-Orden.